# 富山市立速星小学校
富山市立速星小学校（とやましりつ はやほししょうがっこう）は富山県富山市にある公立小学校。

## 沿革
個別に出典が提示されていない箇所を除いた出典→
- 1874年4月 - 笹倉村竹内善照拓を借り笹倉小学校創設[3]。後に竹内七三郎宅に移転。
- 1879年10月 - 長昌寺を借りて長昌小学校創設（以降民家を転々）。
- 1885年8月 - 笹倉、長昌両小学校が合併し、坪野村島林亀次郎宅へ移転し、育英小学校と称した。
- 1886年8月 - 坪野地内に校舎新築（2階建て9間×8間）。
- 1887年4月 - 尋常科育英小学校、簡易科坪野小学校の2部に分かれたが、1888年3月末を以て簡易坪野小学校のみとなる。
- 1890年4月 - 校名を育雄小学校と改称。
- 1892年4月 - 簡易科を廃止し、速星尋常小学校と改称。
- 1913年12月 - 現在地に新校舎（143坪）を移転。
- 1929年
  - 4月 - 高等科を併置。速星尋常高等小学校と改称[3]。
  - 7月 - 屋内体操場（8間×15間）を新築。
- 1935年7月 - 校舎南側に屋外運動場（1,500坪）新設。
- 1939年3月 - 校舎増築（39坪、2階建て）。
- 1941年4月 - 速星国民学校と改称。
- 1942年1月 - 校舎を増築。
- 1947年4月 - 速星小学校と改称。
- 1951年
  - 8月 - 校舎増築、屋外運動場拡張（780坪）。
  - 11月 - 給水、放送設備完備。
- 1953年11月 - 大講堂（493坪）新築。
- 1954年[要出典] - 校歌制定 作詞  和田徳一、作曲 古関裕而[4]
- 1955年4月 - 体育館を移転。
- 1958年12月 - 給食室（59坪）完成。
- 1961年8月 - 町営プール併置（1992年8月改築[5]）。
- 1964年4月 - 特殊学級を設置。
- 1969年4月 - 校舎を新築[3]（改築工事完成）[6]。
- 1978年 - 校舎を増改築[3]。
- 1984年6月 - ナイター設備完成[7]。
- 1990年 - グラウンドを整備[3]。
- 1992年3月 - 屋内運動場完成[5]。

## 通学区域
婦中町笹倉1区～5区、婦中町笹倉8区、婦中町笹倉 11区、婦中町笹倉 13区、婦中町麦島、婦中町袋、 婦中町砂子田1区～5区、婦中町板倉、婦中町増田、婦中町速星1区～5区、婦中町蛍川、婦中町希来里婦中町西ヶ丘、婦中町響の杜

## 進学先
- 富山市立速星中学校
- だが現在は富山市内の中学校であればどこの学校でも入学できる

## 周辺
- 高山本線